# Rhyacophila fonticola
Rhyacophila fonticola là một loài Trichoptera trong họ Rhyacophilidae. Chúng phân bố ở miền Cổ bắc.